# 36174 Podolský
36174 Podolský è un asteroide della fascia principale. Scoperto nel 1999, presenta un'orbita caratterizzata da un semiasse maggiore pari a 2,942318 UA e da un'eccentricità di 0,092070, inclinata di 1,390858° rispetto all'eclittica.